# Панкратова Валерія Євгенівна
Валерія Євгенівна Панкратова (рос. Валерия Евгеньевна Панкратова; нар. 20 квітня 1995, Росія) — російська футболістка, півзахисниця.

## Життєпис
Вихованка петербурзької СДЮСШОР №2 «Аврора», де займалася футболом та міні-футболом. У сезоні 2009/10 років стала переможницею першості Росії у своєму віці та визнана найкращою гравчинь змагань.
У сезоні 2012/13 року виступала за «Росіянку». Свій єдиний матч за клуб у найвищому дивізіоні зіграла 6 березня 2013 року проти «Мордовочки», замінивши на 60-й хвилині легіонерку з ПАР Н. Ньяндені. «Росіянка» стала того сезону срібним призером чемпіонату Росії.
Потім декілька років спортсменка не виступала у змаганнях високого рівня, граючи за молодші команди із системи «Росіянки». Переможниця літньої Спартакіади молоді Росії 2014 року у складі збірної Московської області.
У 2016 році приєдналася до новосформованого клубу ЦСКА, у його складі зіграла за сезон 13 матчів та відзначилася 2 голами у вищій лізі. Автором свого першого гола стала 9 липня 2016 року у матчі проти «Кубаночки».
На початку 2017 року перейшла до турецького клубу «Конак Беледієспор» (Ізмір). У весняній частині сезону зіграла 14 матчів, відзначився 5 голами, стала зі своїм клубом чемпіоном Туреччини. В серпні того ж року брала участь у матчах жіночої Ліги чемпіонів.
Після повернення до Росії завершила професіональну кар'єру. Грала у студентських змаганнях за команду РДУТіС (ІТіГ).
У 2012 році провела 2 матчі за молодіжну збірну Росії.